# Notație muzicală
Notația muzicală, semiografia (gr. simion = semn, caracter scris și grafo = a scrie) sau signografia (lat. signum = semn) constituie sistemul de semne grafice  convenționale prin care elemente ale limbajului muzical sunt reprezentate în scris.
Notația muzicală servește ca mijloc de comunicare între compozitor și interpret înlesnind propagarea și răspândirea muzicii și asigură permanența și perenitatea operelor de artă în rândul valorilor spirituale ale omenirii, transformându-le în documente (monumente) de cultură.
Notația muzicală tradițională este rezultatul unei îndelungate evoluții. Utilitatea practică a notației tradiționale constă în prezentarea unui sistem de notație (aproape) universal, detailat, dar care permite participarea activă, creatoare, a interpretului în redarea unei compoziții.

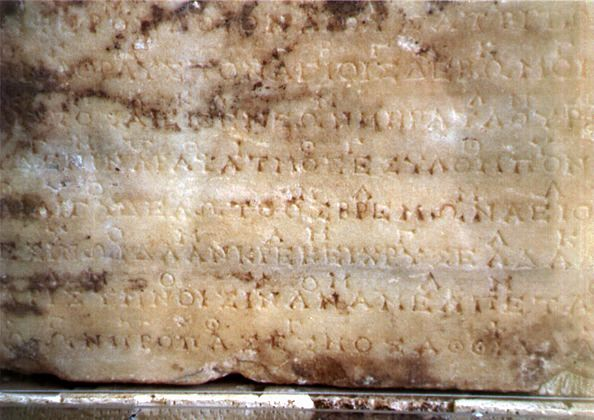
Fotografie a inscripției ce conține al doilea din cele două imnuri închinate zeului Apollo. Notațiile muzicale sunt simbolurile de deasupra versurilor în limba greacă.

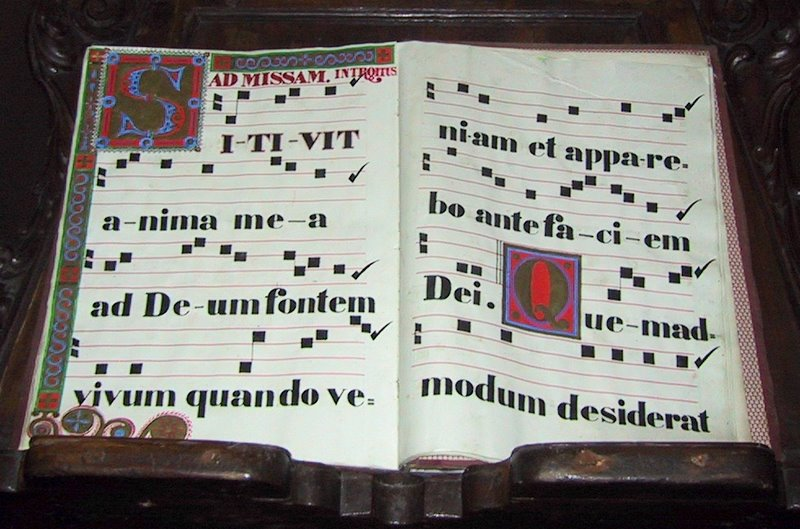
Notație muzicală medievală (nu se cunoaște perioada din care provine)

## Evoluția notației muzicale
Notația muzicală are aceleași origini și același proces evolutiv ca și scrierea pentru vorbire. Omul a simțit nevoia să-și creeze sisteme de reprezentare grafică a creațiilor artistice, între care și a celor muzicale. Fără această posibilitate de fixare în scris a muzicii, omenirea ar fi fost lipsită de neprețuite comori de artă produse de geniul său creator, cu care ne mândrim astăzi și care se transmit astăzi pe această ingenioasă cale a scrisului.
Cei vechi notau sunetele prin semne luate din literele alfabetului. Se crede că indienii și chinezii, a căror cultură se impunea antichității, au fost primii care au avut ideea de a nota sunetele muzicii prin litere. Vechii greci și, mai târziu, romanii notau, de asemenea, muzica prin literele alfabetului.
Primul sistem medieval de notație, preluat prin Boethius (începutul secolului al VI-lea) de la vechii greci (melografia antică), era alfabetic. Acestuia i s-au înlocuit literele grecești cu cele latine. Pe timpul lui Severinus Boethius se foloseau deja primele 15 litere majuscule ale alfabetului latin (de la A la P) alcătuind o scară de aproximativ două octave în registre vocale bărbătești:
Întrucât cel mai grav sunet al sistemului era La, acesta a fost notat cu prima literă din alfabet (A), așa cum se utilizează și azi în notația literală.
Notația lui cantus planus (sec. VI-VII) reduce numărul literelor-note la șapte (de la A la G), observându-se că sunetele se repetă din octavă în octavă. Înscrierea lor se făcea pe portativ prin litere majuscule pentru octava gravă, litere normale pentru octava medie și dublarea literelor normale pentru octava acută.
Cu timpul, sistemul de notare literală a fost extins adăugându-i-se în grav încă un sunet, Sol, însemnat prin literea greacească "gamma" (Γ), iar cea de-a doua literă, "B", a reprezentat numai sunetul Si bemol, pentru Si natural fiind introdusă în nomenclatura sunetelor, litera următoare din alfabet, "H".
O asemenea notație avea neajunsul că nu se referea în nici un fel la durata sunetelor (ritmul), singurele indicii de această natură constând din accentele nescrise ale textului literar.
În Evul Mediu timpuriu (sec. IX) se folosea notația cu neume - un sistem de linii și puncte ce se scriau deasupra sau dedesubtul textului literar - care indicau o inflexiune ascendentă sau descendentă a vocii. În mod incipient o astfel de notație sugera și ideea de ritm, fiind concepută pe principiul accentelor gramaticale: accent grav, accent ascuțit, accent circumflex, fiecare în execuție primind o durată expresivă diferențiată, preluată din lectura solemnă a psalmilor. O notație cu neume speciale denumite kriuki este folosită și în prezent de către lipoveni în muzica bisericească.
Notația cu portativ și chei, atribuită de către unii teoreticieni lui Guido D'Arezzo (sec. IX), face un mare pas înainte: neumele sunt asociate cu portativul, putându-se astfel reda grafic atât înălțimea cât și durata aproximativă a sunetelor.
Inițial cântările liturgice utilizează un portativ de 4 linii cu două chei, fa și do; pe măsură însă ce ambitusul melodiei s-a extins în acut a fost nevoie de încă o cheie, sol:
|  | sol pentru registrul acut al vocii |
|  | do pentru registrul mediu al vocii |
|  | fa pentru registrul grav al vocii  |

Tot în această perioadă (sec. XI) se introduc în notație și denumirile silabice ale sunetelor - atribuită lui Guido D'Arezzo. Denumirea silabică a sunetelor (980-1050) - provine dintr-un imn medieval pe care interpreții de cantus planus îl invocau în cinstea protectorului lor, Sf. Ioan, pentru a nu-și pierde vocea, "instrumentul" care asigurea profesionalitatea, deci, existența lor materială.
De la fiecare capăt de început al versurilor latine ale imnului s-au preluat silabele care au devenit astfel simboluri denominative ale celor șase trepte consecutive ale hexacordului - sistem melodic de bază pentru acele timpuri:
Mai târziu (sec. XVII) denumirea sunetului "Ut" a fost înlocuită cu aceea de "Do" (presupusă a proveni de la cuvântul "Dominus", invocat adesea în cantus planus), pentru ușurința de a fi vocalizat, iar sunetul "Si", cel de-al șaptelea pentru o scară muzicală completă, a rezultat din inițialele cuvintelor Sancte Ioannes, ultimul vers al imnului, care în textele timpului se înscria prescurtat (S.I.). Imnul se cunoaște și se fredonează azi în mai toate școlile muzicale din lume, ilustrând ingeniozitatea cu care Guido D'Arezzo a rezolvat, pentru veacuri, problema fixării deprinderii solfegierii, adică a însușirii unui sistem practic de citire și intonare a notelor muzicale.
În stadiul următor (sec. XII și XIII) se ajunge la notația măsurată sau notația proporționată, care consta din întrebuințarea unor figuri de note având între ele relații precise, matematice, privind durata, în acea artă denumită în termeni latini ars cantus mensurabilis (figuralis). Sunt create acum condițiile pentru ca expresia muzicală să devină relativ autonomă față de textul literar și de accentele sale gramaticale, cerând o notație specifică, independentă.
Invenția tiparului în anul 1436 de către Johannes Gutenberg și a celui de note muzicale în anul 1501, datorită italianului Ottaviano Petrucci, conjugate cu perfecționarea instrumentelor - mai ales a celor cu corzi - constituie un salt remarcabil în evoluția scrisului muzical.
| Notația rombică       |
| Maxima (duplex longa) |
| Longa                 |
| Brevis                |
| Semibrevis            |
| Minima                |
| Semiminima            |
| Fusa                  |
| Semifusa              |

Notația mai parcurge o serie de transformări, ajungând în secolele XVII-XVIII la forma sa rombică, ultimul stadiu de evoluție înaintea celui actual. În acest stadiu se poate observa ușor apropierea și corespondeța cu semnele notației muzicale actuale de formă ovală.
Notația tradițională (descrisă mai jos) coexistă astăzi cu procedee noi în scrierea muzicală contemporană.
În zilele noastre arta muzicală a ajuns la moduri de exprimare sonoră cu totul până de curând inedite, ce nu mai pot fi redate grafic prin semne tradiționale.
În practica de astăzi unii compozitori folosesc notația tradițională, alții combinații ale notației tradiționale cu procedee noi de scriere, iar alții, aparținând mai ales domeniului muzicii experimentale, își creează sisteme proprii de notare în care nu mai apar legături cu cel tradițional, clasic.
Deocamdată sistemele și procedeele grafice respective coexistă, ca și genurile de creație pe care le reprezintă.

## Notația tradițională

### Înălțimea sunetelor(intonația)
Înălțimea sunetelor se reprezintă - în sistemul tradițional de notație - prin următoarele elemente grafice:

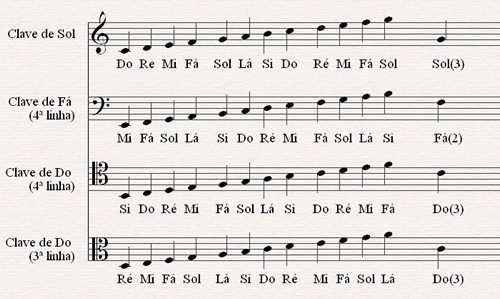
Notație muzicală contemporană.

1. Notele
2. Portativul
3. Cheia muzicală
4. Semnul de transpunere la octavă
5. Alterație (muzică)

| Abreviațiuni (prescurtări) în notația muzicală tradițională | Țări                    | Țări               |
| ----------------------------------------------------------- | ----------------------- | ------------------ |
| România Franța Italia                                       | Germania Nordul Europei | Marea Britanie SUA |
| La                                                          | A                       | A                  |
| Si bemol                                                    | B                       | B flat             |
| Do                                                          | C                       | C                  |
| Re                                                          | D                       | D                  |
| Mi                                                          | E                       | E                  |
| Fa                                                          | F                       | F                  |
| Sol                                                         | G                       | G                  |
| Si                                                          | H                       | B                  |
| major                                                       | dur                     | major              |
| minor                                                       | moll                    | minor              |
| bemol                                                       | es                      | flat               |
| diez                                                        | is                      | sharp              |

### Durata sunetelor(ritmul)
Durata sunetelor, respectiv combinările dintre durate în alcătuirea ritmului, se reprezintă în scris prin următoarele elemente:
1. Valori de note și pauze
2. Legato-ul de prelungire
3. Punctul ritmic
4. Coroana (fermata)

### Intensitate sonoră(dinamica)
Dinamica este reprezentată prin prescurtări pp (pianissimo), f (forte), sf (subito forte), etc.

### Alte semne
Se mai folosesc, de asemenea, și alte convențiuni grafice privind timbrul (pentru elemente de coloristică timbrală), agogica discursului muzical, expresivitatea conținutului operelor de artă, unele elemente de construcție a frazelor muzicale (punctuația, respirația), precum și un bogat catalog de semne referitoare la tehnica interpretării vocale și instrumentale.
1. Tempo
2. Agogica